# Ensemble Gilles Binchois
L'Ensemble Gilles Binchois est un groupe français de musique ancienne, fondé en 1979 par son directeur Dominique Vellard. 
Le répertoire de l'ensemble comprend autant de musique religieuse que profane. Il s'est initialement spécialisé dans la musique médiévale et le répertoire Renaissance, des corpus qui vont des premiers manuscrits de chant grégorien jusqu'à la musique de la fin du XVe siècle : on peut citer par exemple l'École de Notre-Dame, les drames liturgiques, Guillaume de Machaut, le répertoire franco-flamand, etc.. L'ensemble s'est ensuite tourné également vers les œuvres du XVIe siècle, surtout en provenance de la Renaissance espagnole.
L'ensemble Gilles Binchois incorpore des artistes de différentes nationalités, selon la nature du répertoire à interpréter. Parmi les plus fidèles collaborateurs, se trouvent : Philippe Balloy (chant), Emmanuel Bonnardot (chant, vièle), Randall Cook (vièle, instruments à vent), Pierre Hamon (instruments à vent), Anne-Marie Lablaude (chant), Brigitte Lesne (chant, harpe), Lena-Susanne Norin (chant), Gerd Türk (chant), Willem de Waal (chant), etc.

## Discographie
Albums originaux :
- 1981 - Francisco de Peñalosa: Missa n'a Jamais été peine majeure, Chansons / Cabezón: je Tente du 5º ton, Pange Lingua. Auvidis Disque AV 4952 (LP)
- 1982 - In Omnem Terram. Chants Grégorien et chants liturgiques régionaux du Moyen Âge. Auvidis Disque AV 4953 (LP). (Fiche sur medieval.org)
- 1986 - École de Notre-Dame de Paris. Le chant des Cathédrales. Harmonic Records 8611. (Fiche sur medieval.org)
- 1987 - Guillaume de Machaut poète et musicien. Le vray remède d'amour. Stil "Discothèque" 1203CCS87 (Cassette). (Fiche sur medieval.org)
- 1987 - Triste plaisir et douleureuse joye. Binchois / Dufay: Ballades, Rondeaux, Lamentation. Harmonic 8719. (Fiche sur medieval.org)
- 1988 - Lui vray remède d'amour. Machaut: Ballades, Rondeaux, Virelais, Motets. Cantus 9625. (Fiche sur medieval.org)
- 1989 - Leur Tons de la Musique. Gregorian Chant. Cantus 9617. (Fiche sur medieval.org)
- 1989 - Lui Banquet du Vœu, 1454. Music at the Court of Burgundy. Virgin Veritas 91441. (Fiche sur medieval.org)
- 1990 - Lui Manuscript du Puy. L'Office du Nouvel An: Cathédrale du Puy-en-Velay, XIIe – XVIe siècles. Virgin Veritas 59238. (Fiche sur medieval.org)
- 1990 - Messe De Notre Dame de Guillaume de Machaut. Cantus 9624. (Fiche sur medieval.org)
- 1991 - Fontaine de grace. Jehan de Lescurel: Ballades, virelais et rondeaux. Virgin Veritas 45066. (Fiche sur medieval.org)
- 1992 - Guillaume Dufay : Missa Ecce ancilla Domini. Virgin Veritas 45050. (Fiche sur medieval.org)
- 1992 - Leur Escholiers de Paris. Motets, Chansons et Estampies du XIIIe siècle. Cantus 9616. (Fiche sur medieval.org)
- 1993 - École de Notre-Dame de Paris. Permanence et Rayonnement XIIe, XIIIe et XIVe siècle. Harmonic 9349. (Fiche sur medieval.org)
- 1993 - Palestrina: Mass, Lamentations. Ensemble Gilles Binchois joins avec l'Ensemble Cantus Figuratus de la Schola Cantorum Basiliensis et le Maîtrise de Garçons de Colmar. Deutsche Harmonia Mundi 77317. (Fiche sur medieval.org)

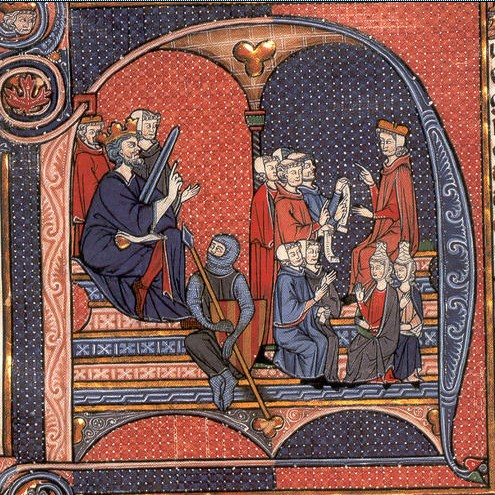
Un roi d'Aragon rendant justice. Miniature du Vidal Mayor employée pour la couverture de Le jugement du Roi de Navarre.

- 1994 - Le Jugement du Roi de Navarre. Machaut: Ballades, motets, virelais et textes dits. Cantus 9626. (Fiche sur medieval.org)
- 1994 - Les premières polyphonies françaises. Organa et tropes du XIe siècle. Virgin Veritas 45135. (Fiche sur medieval.org)
- 1995 - Le Misteri d'Elx. Drame sacré en deux parties pour la Fête de l'Assomption de la Vierge. Virgin "Veritas x2" 7243 5 62349 2 5 (2 CD). (Fiche sur medieval.org)
- 1996 - Meeting of Angels. Ensemble Gilles Binchois joint à Nishat Khan. Amiata Secret World 1096. (Fiche sur medieval.org)
- 1996 - Musique et poésie à Saint-Gall. Séquences et tropes du IXe siècle. Harmonia Mundi "Documente" 905239. (Fiche sur medieval.org)
- 1996 - Seul m'ire. Chansonnier de Palacio. Virgin Veritas 45359. (Fiche sur medieval.org)
- 1997 - Gilles Binchois: Mon souverain desir. Virgin Veritas 45285. (Fiche sur medieval.org)
- 1998 - Pedro de Escobar: Requiem. Virgin Veritas 45328. (Fiche sur medieval.org)
- 1998 - Tientos et Glosas à Ibérie. Ensemble Gilles Binchois, avec Jesús Martín Moro. Tempéraments 316014. (Fiche sur medieval.org)
- 2000 - Les trois Maries. Messe grégorienne de Pâques. Virgin Veritas 45398. (Fiche sur medieval.org)
- 2000 - Cantor & Musicus. La Musique et les manuscrits de la bibliothèque interuniversitaire de médecine de Montpellier. Bibliothèque interuniversitaire de Montpellier BIU 7437-1  (ISBN 2-907387-28-6) (CD-ROM). (Fiche sur medieval.org)
- 2001 - Amour, Amours. Florilège des chansons françaises de la Renaissance. Virgin "Veritas" 7243 5 45458 2 5. (Fiche sur medieval.org)
- 2004 - Pérotin & l'École de Notre Dame, 1160-1245. Ambroisie 9947. (Fiche sur medieval.org)
- 2005 - Cantigas de Santa María Ambroisie AMB 9973. (Fiche sur medieval.org)
- 2005 - Rodrigo de Ceballos. Almaviva 0136. (Fiche sur medieval.org)
- 2007 - Vox nostra resonet. Glossa GCD 32301. (Fiche sur medieval.org)
- 2008 - L'Arbre de Jesse. Chant grégorien et polyphonie médiévale. Glossa GCD P32302. (Fiche sur medieval.org)
- 2010 - L'amour de lonh. Glossa GCD P32304. (Fiche sur medieval.org)

Albums compilations avec autres groupes :
- 1996 - Musica Humaine. L'Empreinte digitale ED 13 047. (Fiche sur medieval.org)
- 2002 - Cathedral Dreams. Music to Inspire. Virgin 67804 (2 CD). (Fiche sur medieval.org)
- 2005 - Dictionary of Médiéval & Renaissance Instruments. Cantus 9705/6 (2 CD). (Fiche sur medieval.org)